# Beck (manga)
Pour les articles homonymes, voir Beck.
BECK (ベック, Bekku) est un manga écrit et dessiné par Harold Sakuishi. Il est prépublié dans le magazine Monthly Shōnen Magazine entre 1999 et 2008 et compilé en 34 tomes. La version française est publiée par Delcourt.
Beck raconte l'histoire d'un d'adolescent japonais nommé Yukio Tanaka (aussi surnommé Koyuki) qui commence la musique (guitare) et monte, avec des amis, un groupe de rock.
Il est adapté en série télévisée d'animation de vingt-six épisodes diffusés entre octobre 2004 et mars 2005, puis en film live en 2010. Le manga a gagné le Prix du manga Kōdansha en 2002 dans la catégorie shōnen, à égalité avec Sakigake!! Cromartie Kōkō (魁!! クロマティ高校, Sakigake !! Kuromati Kōkō, litt. « Chargez !! Lycée Cromartie ») d'Eiji Nonaka.

## Synopsis
Yukio, appelé Koyuki par ses amis, est un garçon japonais de 14 ans un peu coincé. Sa vie monotone est métamorphosée le jour où il sauve un chien à l'allure étrange. Le propriétaire du chien (qui s'appelle Beck), Minami Ryusuke, s'avère être guitariste dans un groupe de rock amateur. Les deux garçons deviennent amis, et leur aventure musicale commence.
L'histoire s'articule autour de la formation, des débuts et des tribulations de leur groupe de rock, appelé BECK (également appelé Mongolian Chop Squad aux États-Unis, le nom de Beck étant déjà pris quand leur premier album sort là-bas), des relations humaines entre les membres du groupe et les différents acteurs évoluant autour (camarades, amis, collègues, groupes concurrents, producteurs, agents, journalistes…). Il est intéressant de voir l'évolution du jeune Yukio de ses premiers cours de guitare à son talent dévoilé, en composition et en chant notamment, en fin d'histoire. Une composante importante du manga est celle de la relation entre Koyuki et la sœur de Ryusuke, Maho.
L'histoire se déroule sur plusieurs années, si bien qu'à la fin de l'histoire, on peut estimer l'âge de Koyuki, Saku (Sakurai, le batteur) et Maho (la sœur de Ryosuke) — les plus jeunes héros du manga — à 21 ans.

## Personnages
- Beck : chien de Ryusuke ayant autrefois appartenu à Leon Sykes. Il est un clin d'œil direct au chien présent dans Frankenweenie de Tim Burton
- Yukio « Koyuki » Tanaka : personnage central de l'histoire, c'est le deuxième guitariste et deuxième chanteur du groupe.
- Ryûsuke « Ray » Minami : guitariste de BECK.
- Tsunemi Chiba : chanteur de BECK.
- Yoshiyuki Taira : bassiste de BECK. Il est également celui qui porte BECK sur ses épaules pendant les moments difficiles.
- Hiroshi « Saku » Sakurai : batteur de BECK, il est le plus proche ami de Yukio.
- Maho Minami : sœur de Ryûsuke. Sa relation ambiguë avec Yukio est une partie importante de l'intrigue du manga. Elle deviendra la petite amie de Yukio.
- Ken'ichi Sato : premier professeur de guitare de Yukio et ancien nageur professionnel.
- Hiromi Masuoka : petite amie de Saku.
- Izumi Ishiguro : amie d'enfance de Koyuki.
- Léon Sykes : premier propriétaire de Beck et de Lucille.
- Lucille : guitare appartenant à Léon que Ray a volé. Elle est criblée d’impacts de balles.